# Bruce (Dakota do Sul)
Bruce é uma cidade localizada no estado norte-americano de Dacota do Sul, no Condado de Brookings.

## Demografia
Segundo o censo norte-americano de 2000, a sua população era de 272 habitantes. 
Em 2006, foi estimada uma população de 256, um decréscimo de 16 (-5.9%).

## Geografia
De acordo com o United States Census Bureau tem uma área de 
0,9 km², dos quais 0,9 km² cobertos por terra e 0,0 km² cobertos por água.

## Localidades na vizinhança
O diagrama seguinte representa as localidades num raio de 24 km ao redor de Bruce. 